# نفرو دوم

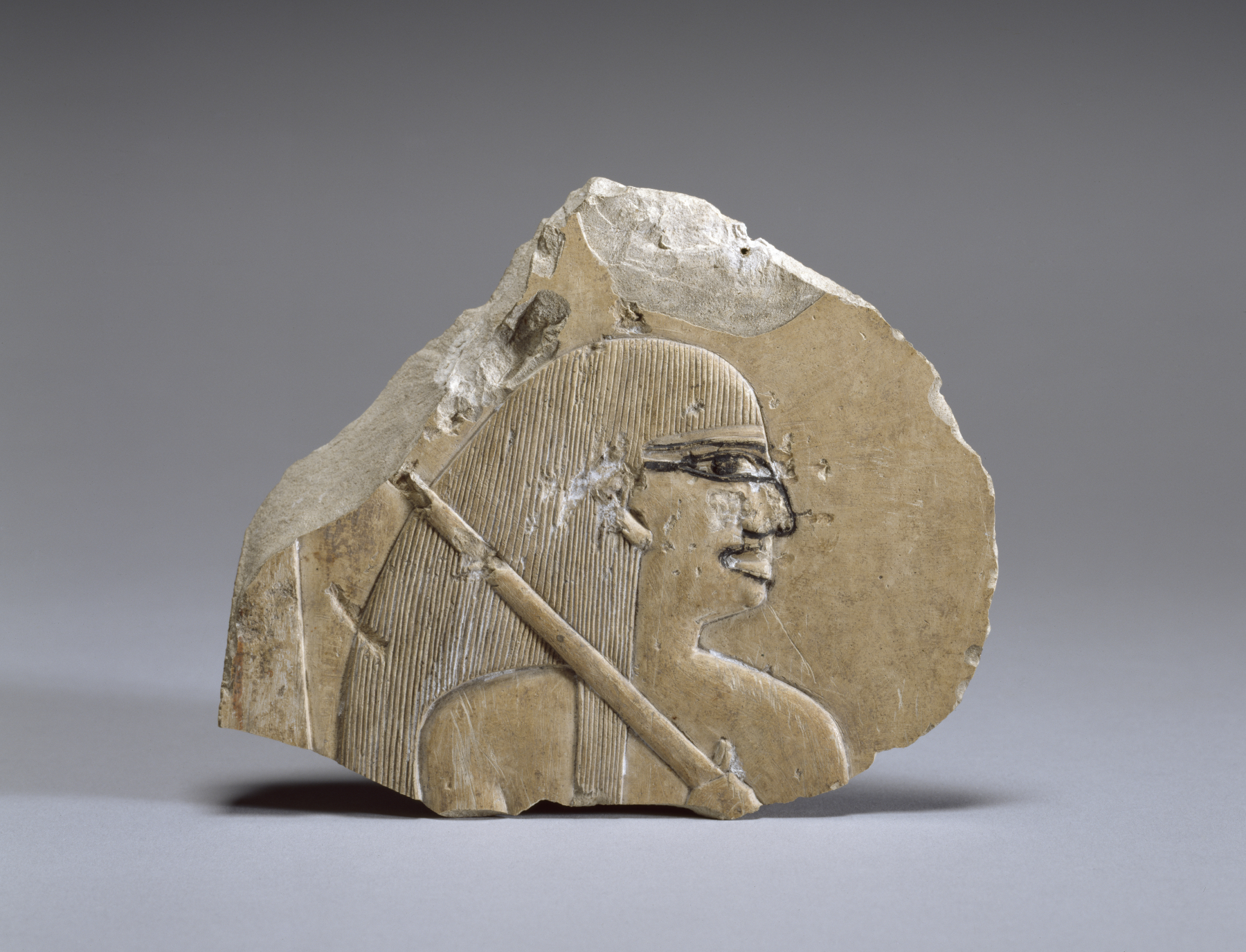
یکی از نقش‌برجسته‌های شناخته‌شده از این آرامگاه، تصویر زنی را نشان می‌دهد که سایه‌بانی در دست دارد و اکنون در موزه هنر والترز نگهداری می‌شود.

نِفِرو دوم (انگلیسی: Neferu II؛ زنده و فعال در ۲۰۵۰ پیش از میلاد) یک ملکه همسر در مصر باستان بود که در دوران حکمرانی دودمان یازدهم مصر زندگی می‌کرد. وی همسر و دختر منتوحتپ دوم بود.

## زندگی‌نامه
نِفِرو دوم یکی از زنان سلطنتی در دودمان یازدهم مصر باستان بود. او دارای دو لقب مهم بود: همسر پادشاه، دختر پادشاه.
کتیبه‌های موجود در آرامگاه او اشاره می‌کنند که وی دختر شخصی به نام یاح بوده است — که به احتمال بسیار همان یاح، مادر فرعون منتوحتپ دوم است. در این صورت، نفرُو دوم خواهر منتوحتپ دوم نیز به‌شمار می‌آمد. از سوی دیگر، می‌دانیم که منتوحتپ دوم پسر فرعون اینتف سوم بود، که به‌احتمال زیاد پدر نفرُو نیز بوده است.

## مرگ و تدفین
نِفِرو دوم عمدتاً از طریق آرامگاهش (تی‌تی۳۱۹) در دیر البحری شناخته شده است. اگرچه آرامگاه او به‌شدت آسیب دیده بود، اتاق تدفین تزئین‌شده‌اش به‌خوبی حفظ شده و بسیاری از قطعات نقوش برجسته از نیایشگاه آرامگاهی او نیز یافت شده‌اند.